# Leptelmis brunnelineata
Leptelmis brunnelineata là một loài bọ cánh cứng trong họ Elmidae. Loài này được Zhang & Yang miêu tả khoa học vào năm 2003.